# Elecciones estatales de Nayarit de 1987
Las elecciones estatales de Nayarit de 1987 tuvieron lugar el domingo 5 de julio de 1987, y en ellas se renovaron los siguientes cargos de elección popular en el estado mexicano de Nayarit:
- Gobernador de Nayarit. Titular del Poder Ejecutivo y del Estado, electo para un período de seis años no reelegibles en ningún caso. El candidato oficialmente electo fue Celso Humberto Delgado
- 18 Ayuntamientos. Compuestos por un Presidente Municipal y regidores, electo para un período de tres años no reelegibles de manera consecutiva.
- 48 Diputados al Congreso del Estado. Electos por una mayoría de cada uno de los Distritos Electorales y 8 de Representación Proporcional.

## Resultados Electorales

### Gobernador
- Celso Humberto Delgado  Hecho

### Municipios

#### Ayuntamiento de Tepic
- Remigio Rosales Vega  Hecho

#### Ayuntamiento de Compostela
- Heriberto Conde Valdés  Hecho

#### Ayuntamiento de Santiago Ixcuintla
- Hugo Andrés Ortega  Hecho

#### Ayuntamiento de Ixtlán del Río
- Héctor Javier Sánchez Espinoza  Hecho

#### Ayuntamiento de Acaponeta
- José Miguel Aguilar Ruiz  Hecho

#### Ayuntamiento de Tuxpan
- Rafael Corona Martinez  Hecho